# GK Astrachanotschka

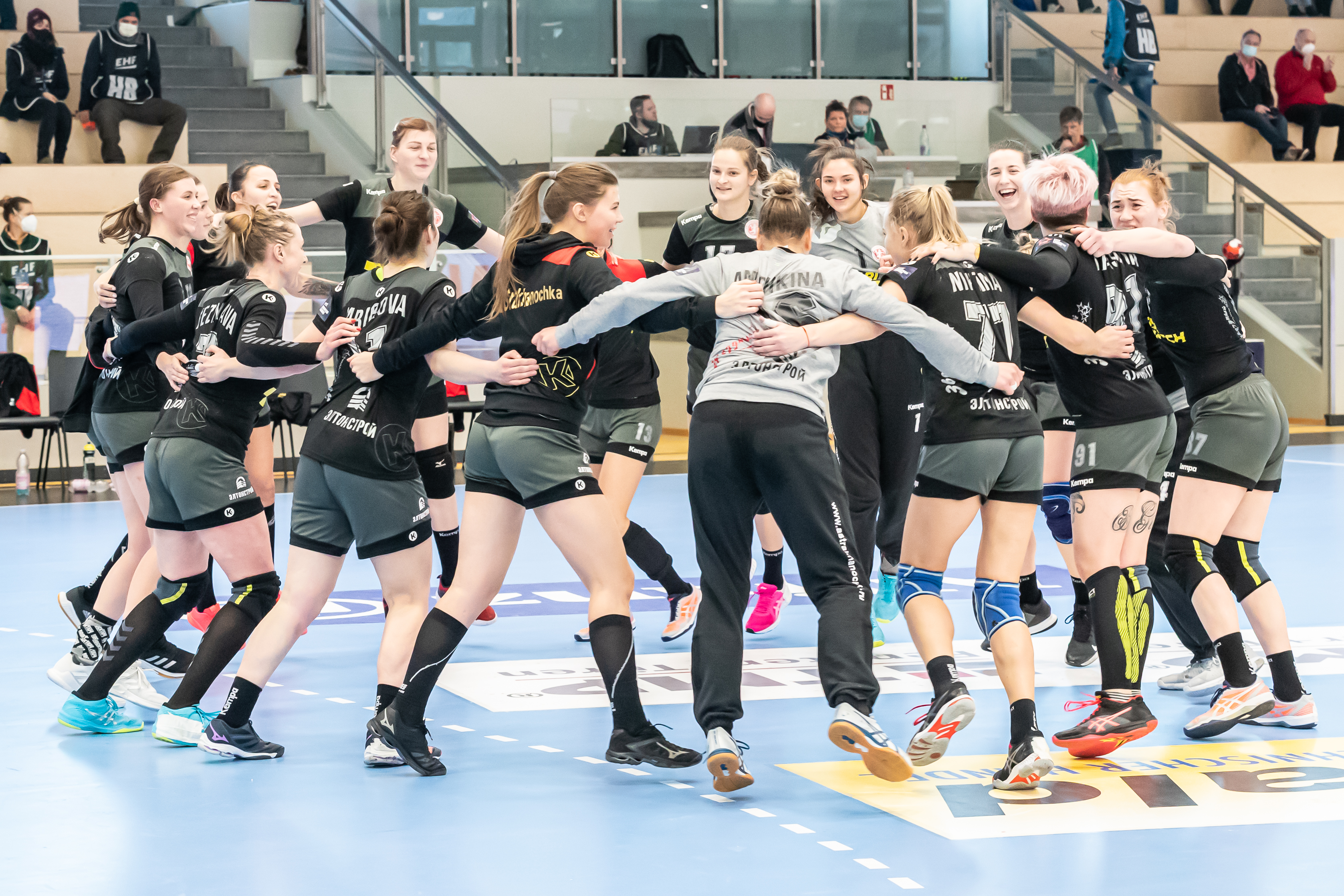
Beim European-League-Spiel in Bad Langensalza (2021)

Der GK Astrachanotschka (russisch Гандбольный клуб «Астраханочка», Gandbolny klub „Astrachanotschka“, „Handballclub Astrachanotschka“) ist ein russischer Frauen-Handballverein aus Astrachan.

## Geschichte
Der Club wurde 1993 gegründet. Fünf Jahre später stieg die Damenmannschaft in die höchste russische Spielklasse auf.

## Erfolge
- Russischer Meister: 2016